# 苏州高博职业学院
苏州高博职业学院，旧名苏州高博软件技术职业学院，是位于江苏省苏州市的一所民办普通专科高等职业学校，2007年由微软（中国）有限公司、苏州科技城、高博教育管理公司合办，采取“自主招生、注册入学”方式招生。截至2020年，学校有学生近6000人，教师近300人。

## 机构
- 微软技术培训基地
- 微软技术实训中心
- 微软课程培训基地
- 思科网络学院

## 专业设置
- 软件工程系
- 网络工程系
- 数字艺术系
- 国际商务系
- 国际学院
- 基础部
- 本科部